# Acalypha salicina
Acalypha salicina är en törelväxtart som beskrevs av John Hutchinson och Cardiel. Acalypha salicina ingår i släktet akalyfor, och familjen törelväxter. Inga underarter finns listade i Catalogue of Life.